# Vasjan Lami
Vasjan Lami, też jako Vasjan Lame (ur. 21 maja 1957 w Tiranie) – albański aktor teatralny i filmowy. 

## Życiorys
W 1978 ukończył studia na wydziale aktorskim Instytutu Sztuk w Tiranie, a następnie odbył specjalizację we Francji i w 1978 zaczął pracę w Teatrze Ludowym (alb. Teatri Popullor). Na scenie narodowej zadebiutował rolą Murgu w dramacie Teki Dervishiego Bregu i pikëllimit (Nieszczęśliwy brzeg). W 1997 został wyróżniony nagrodą dla najlepszego aktora albańskiego za rolę w inscenizacji Quo vadis. W ciągu 33 lat pracy na scenie zagrał ponad 70 ról. Sporadycznie występował w roli reżysera teatralnego. W 2011 przeszedł na emeryturę.
Na dużym ekranie wystąpił po raz pierwszy w 1981, grając niewielką rolę marynarza w filmie fabularnym Plaku dhe hasmi. Potem zagrał jeszcze w 19 filmach fabularnych, w większości role drugoplanowe. W ostatnich latach regularnie występuje w programach telewizyjnych, recytując poezję albańską. W 2003 wyreżyserował film krótkometrażowy Lypja. W 2015 wystąpił w szwajcarskim filmie De l'autre côté de la mer w reżyserii Pierre'a Maillarda.
Wystąpił w pierwszej albańskiej edycji programu Taniec z gwiazdami, wraz z Roveną, zajmując 10 miejsce. W 2022 został uhonorowany tytułem Wielkiego Mistrza (Mjeshtër i Madh).
Jest żonaty, ma córkę.

## Role filmowe
- 1981: Plaku dhe hasmi jako marynarz
- 1981: Qortimet e vjeshtës jako okulista
- 1982: Nëntori i dytë jako oficer serbski
- 1983: Gracka jako Sadik
- 1984: Fushë e blertë, fushë e kuqe
- 1985: Hije që mbeten pas jako Astrit
- 1986: Dhe vjen një ditë jako kolega Llano
- 1986: Kur hapen dyert e jetës jako Fatos
- 1987: Një vitë i gjatë jako główny inżynier
- 1987: Telefoni i një mëngjezi jako Mevlan
- 1988: Misioni përtej detit jako Mato
- 1989: Njerëz në rrymë jako sekretarz
- 1990: Shpella e piratëvet jako Martin
- 1990: Vitet e pritjes jako Seko
- 1992: Pas fasadës jako Klement
- 1994: Lamerica jako policjant w barze
- 1998: Dasma e Sakos jako Ceno
- 1999: Valsi i ngrirë në Prishtinë jako Luan
- 1999: Funeral business
- 2003: Lule të kuqe, lule të zeza jako Rrapi
- 2003: Yllka
- 2010: Kafeja e fundit (krótkometrażowy)
- 2011: Pasioni
- 2013: Amsterdam Express jako Elezi
- 2015: De l'autre côté de la mer jako wujek
- 2021: Dwa lwy jadą do Wenecji jako Vani
- 2022: The Legend of the Cane jako Çesk